# ريوكيشي 07
ريوكيشي 07 (باليابانية: 竜騎士07) (بالإنجليزية: Ryukishi07)‏، من مواليد 19 نوفمبر 1973، هو اسم مستعار لكاتب ياباني روائي لقصص الرعب، وعضو مؤثر في سفنث إكسبانشن، ومؤلف سلسلة الروايات المرئية «عندما تبكي».